# سس هالندیز
سس هولاندِز (سس هلندی) نامیزه‌ای از زرده تخم مرغ و کره ذوب شده است که معمولاً با آب لیمو، نمک و کمی فلفل سفید یا فلفل قرمز طعم‌دار می‌گردد.
این ماده به عنوان یک ماده اصلی برای تخم مرغ بندیکت شناخته شده است و اغلب روی سبزیجاتی مانند مارچوبه بخارپز سرو می‌شود.

## تاریخچه
سس هولاندز در زبان فرانسه به معنای «سس هلندی» است. اولین دستور پخت مستند مربوط به سال ۱۶۵۱ برای «مارچوبه با سس معطر» است.
این سس با مقداری کره تازه، کمی سرکه، نمک و جوز هندی و یک زرده تخم مرغ درست می‌شود. در حین پخت باید مراقب باشید تا بریده بریده نشود.
نام هولاندز در طول جنگ فرانسه و هلند به این سس داده شد.
احتمالاً لاوارن برای اولین بار این سس را اختراع کرده است.
در قرن نوزدهم، سس‌ها توسط ماری آنتوان کارم به چهار دسته طبقه‌بندی شدند. یکی از دسته‌بندی‌های او آلماند بود که یک سس استوک با استفاده از تخم مرغ و آب لیمو بود. . اسکوفیه در فهرست سس‌های مادر آشپزی درجه یک سس مایونز را جایگزین آلماند کرد. در ترجمه انگلیسی، ذکر سس مایونز به عنوان سس مادر حذف شد و هولاندز به بخش سس‌های مادر منتقل شد.